# (7000) Curie
(7000) Curie – planetoida z pasa głównego asteroid okrążająca Słońce w ciągu 3 lat i 317 dni w średniej odległości 2,46 au. Została odkryta 6 listopada 1939 roku w Observatoire Royal de Belgique w Uccle przez Fernanda Rigaux. Nazwa planetoidy pochodzi od Marii Skłodowskiej-Curie (1867–1934), światowej sławy uczonej pochodzenia polskiego. Przed nadaniem nazwy planetoida nosiła oznaczenie tymczasowe (7000) 1939 VD.